# 当郷神社
当郷神社（とうごうじんじゃ）は、群馬県館林市の神社。

## 歴史
992年（正暦3年）に創建された。当初は「菅原神社」という名称であった。
1843年（天保14年）に祭神の菅原道真が書物を読んでいる姿を描いた絵馬が奉納されている。
1906年（明治39年）の神社合祀により、「長良神社」が合祀された。その際に当地の地名に基づき「当郷神社」に改称された。1921年（大正10年）に「神饌幣帛料供進神社」に指定された。

## 交通アクセス
- 路線バスアゼリアモール前停留所より徒歩18分。